# Burundi aux Jeux olympiques d'été de 2004
Le Burundi a envoyé des athlètes aux Jeux olympiques d'été de 2004 à Athènes en Grèce.

## Résultats

### Athlétisme
800 mètres hommes :
- Jean-Patrick Nduwimana : Demi-finale, 1 min 46 s 2 (éliminé)
- Arthémon Hatungimana : 1er tour : 1 min 46 s 4 (éliminé)

5 000 mètres femmes :
- Francine Niyonizigiye : 1er tour : 17 min 21 s 27

Marathon hommes :
- Joachim Nshimirimana : 2 h 19 min 31 (32e place)
- Jean-Paul Gahimbaré : Abandon

### Natation
100 m hommes nage libre:
- Emery Nziyunvira : Série: 1 min 09 s 40 (éliminé)

100 m femmes nage libre:
- Larissa Inangorore : Série: 1 min 23 s 90 (éliminé)

## Officiels
- Président : Leonard Nduwayo
- Secrétaire Général : Gordien Ngendakuriyo